# Simone Cantarini

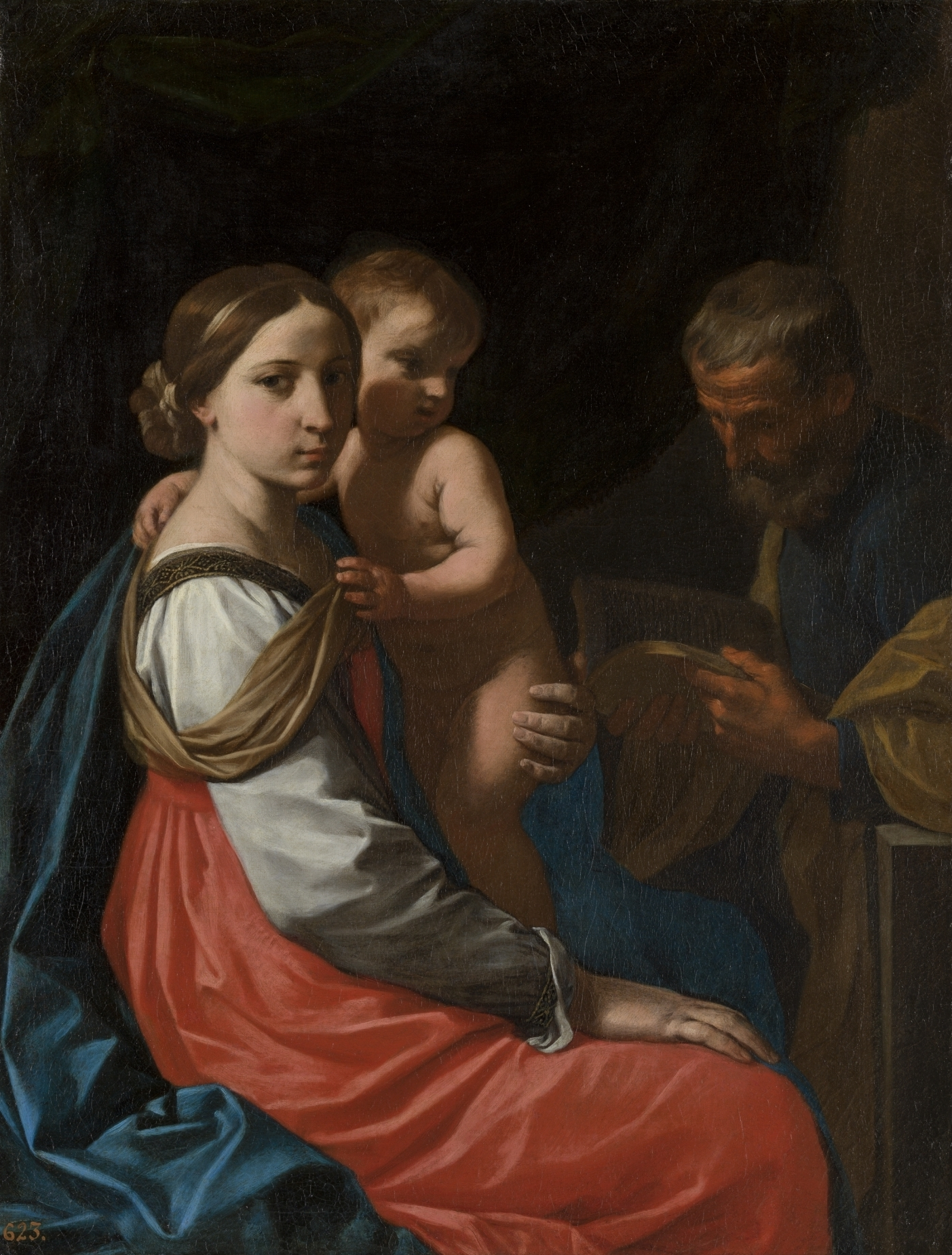
La Sagrada Familia (Museo del Prado, Madrid).

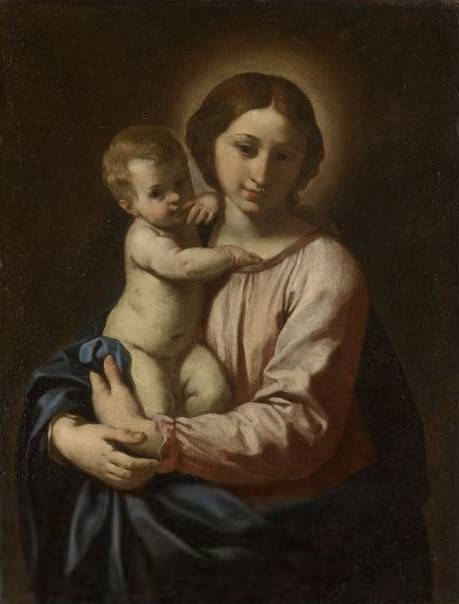
Virgen con niño, Whitfield Fine Art, Londres.

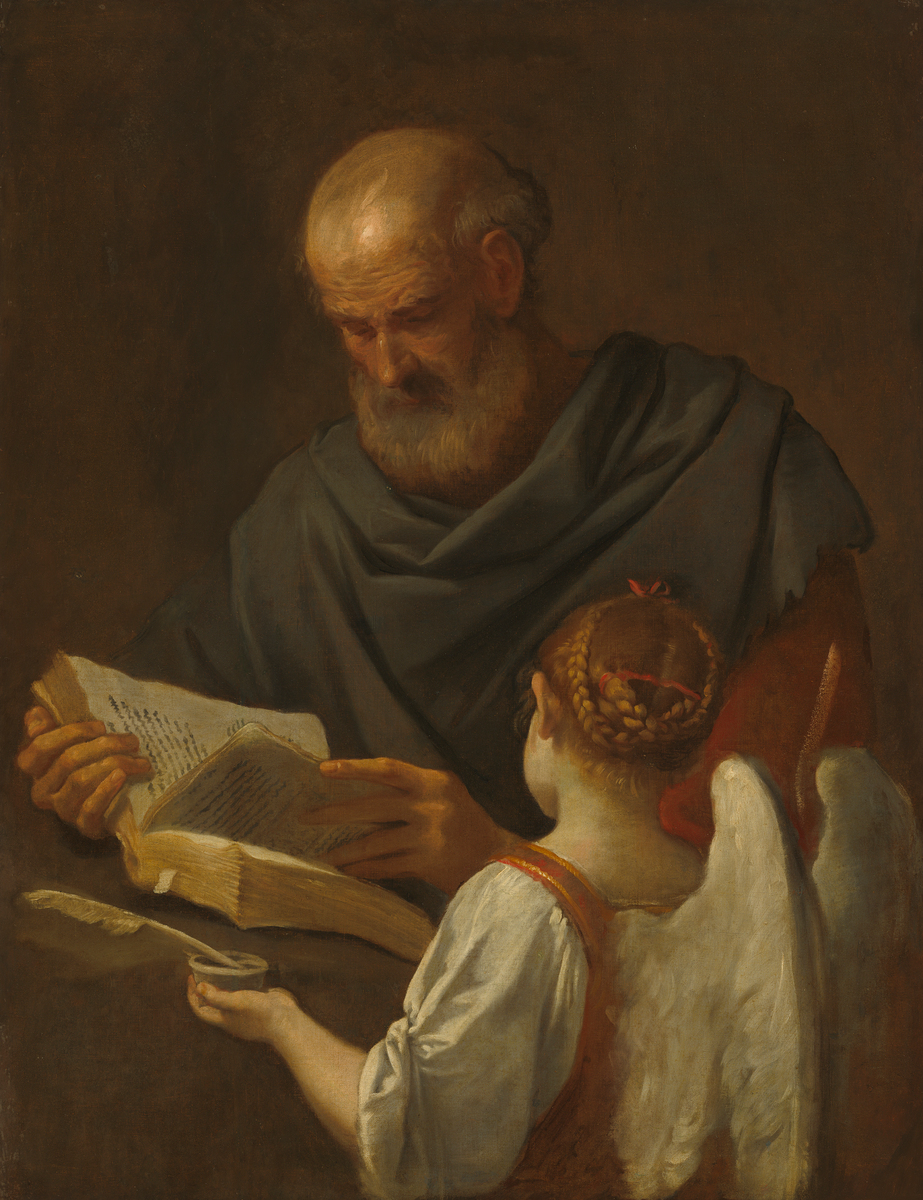
San Mateo y el ángel, National Gallery of Art, Washington.

Simone Cantarini, también conocido como il Pesarese y Simone da Pesaro (Pésaro, 12 de abril de 1612 - Verona, 15 de octubre de 1648) fue un pintor y grabador italiano que vivió y trabajó durante el barroco.

## Biografía

### Primeros pasos
Nació en Pésaro, por aquel entonces perteneciente a los Estados Pontificios. Era hijo de un mercader, y pronto entró como aprendiz en el estudio del tardomanierista Giovanni Giacomo Pandolfi, seguidor de Federico Zuccaro. Es en esta época cuando Cantarini hace un breve viaje a Venecia, que le marcará para el resto de su carrera. Allí descubrirá el dominio de la luz y el color típicos de los pintores de la Escuela veneciana.
De regreso a Pesaro pasó a estudiar con el veneciano Claudio Ridolfi, que le puso en contacto con la obra de Federico Barocci, otra influencia importante en su posterior estilo. A través de él Cantarini impregna su arte de la suavidad de Rafael y el primer Correggio. También tuvo la posibilidad de admirar la obra de artistas como Orazio Gentileschi o Giovan Francesco Guerrieri, ambos poseedores de un estilo naturalista que interesó profundamente a Simone.

### En el taller de Reni
En 1632 Cantarini tuvo la oportunidad de contemplar varias obras de Guido Reni expuestas en la Catedral de Pesaro. Su admiración le produjo un hondo impacto: realizó diversos dibujos y copias de dichos cuadros, y sus siguientes obras se hallan intensamente influidas por ellos.
En 1635 marcha a Bolonia con el propósito específico de conocer a Reni. Así ocurrió, y Cantarini entró a formar parte del extenso taller del boloñés. Sin embargo, pronto la relación entre ambos se deterioró de manera ostensible. El fuerte carácter de Cantarini y la confianza en su propio talento y capacidades le hicieron rebelarse contra una posición subalterna. La tensión fue creciendo entre maestro y pupilo hasta que un incidente provocó la ruptura definitiva: Reni enmendó ante el resto de sus compañeros una Transfiguración que Cantarini acababa de ejecutar para los Barberini. En su opinión, la figura de San Pedro era incorrecta anatómicamente y no tuvo rebozo en corregir con tiza blanca la figura sobre el mismo lienzo. Furioso, Simone colocó el cuadro contra la pared. Su relación quedó totalmente rota (1637). La rivalidad con Reni, sumada a los problemas económicos y las disputas con sus propios clientes hicieron a Cantarini abandonar Bolonia en 1638.
Las divergencias con Reni le hicieron profundizar en su propio estilo, para alejarse del clasicismo poético propio del arte de Guido. Sin embargo no logrará nunca deshacerse del todo de la poderosa influencia de este.

### Fase final
Cantarini volvió a Pésaro en 1639. A partir de ahora producirá obras de factura más libre, con una interesante vena lírica. Sus ojos se vuelven hacia el naturalismo que aprendió en sus primeros tiempos, combinándolo con una línea meditadamente rafaelesca.
Le encontramos de nuevo en Bolonia tras la muerte de Reni (1642). Desaparecida la gran figura, tiene la ocasión de destacar definitivamente en la ciudad y abre un estudio en el Palazzo Zambeccari. Entre sus alumnos destacaron Giovanni Peruzzini, Giulio Cesare Milani, el grabador Girolamo Rossi, Giovanni Maria Luffoli, Giovanni Venanzi y sobre todo, Flaminio Torri y Lorenzo Pasinelli. A este último había confiado su taller en Bolonia cuando partió para trabajar en Mantua.
Antiguas crónicas relatan que Cantarini murió por los disgustos que le causó Carlos II Gonzaga, duque de Mantua, quien le había llamado para trabajar en su corte. Según otras fuentes, fue envenenado por un colega a quien había agredido anteriormente. El caso es que dejó Mantua y falleció poco después de instalarse en Verona, adonde llegó ya gravemente enfermo.

### Grabados
Produjo grabados al aguafuerte. Podemos decir que Cantarini fue uno de los más dotados grabadores que trabajaron en Italia en la estela de los Carracci, y en la actualidad tal vez ostenta mayor protagonismo como grabador que como pintor. Se le catalogan 37 imágenes grabadas, entre las que destacan: El rapto de Europa, San Benito y el endemoniado (copia de un fresco de Ludovico Carracci), y la alegoría Quos Ego (Júpiter, Neptuno y Plutón ofreciendo sus coronas al escudo del cardenal Borghese). Existen ejemplares de sus grabados en casi todos los grandes museos: Museo Británico de Londres, Metropolitan Museum de Nueva York, Fogg Art Museum de Harvard... En Pésaro, tierra natal del artista, la Collezione Licini alberga ejemplares de 33 grabados, casi todos los que produjo, incluyendo varias contrapruebas.

## Valoración crítica
Sus pinturas, en opinión de una parte de la crítica, no son muy novedosas y derivan del clasicismo de Reni, si bien resultan algo más realistas o menos idealizadas que las de este. Las valoraciones más positivas le hacen abanderado de una línea alternativa a la tendencia dominante en el panorama artístico boloñés (y por ende, en el italiano), capaz de dotar a sus composiciones de una mayor libertad de pincelada y una renovada naturalidad, sin perder de vista un estricto y cuidado dibujo. Si bien no alcanzó una gran fama entre sus contemporáneos, en parte debido a su breve carrera, su figura ha experimentado una progresiva revalorización entre los expertos.

## Obras destacadas
- Santa Rita (Sant'Agostino, Pesaro)

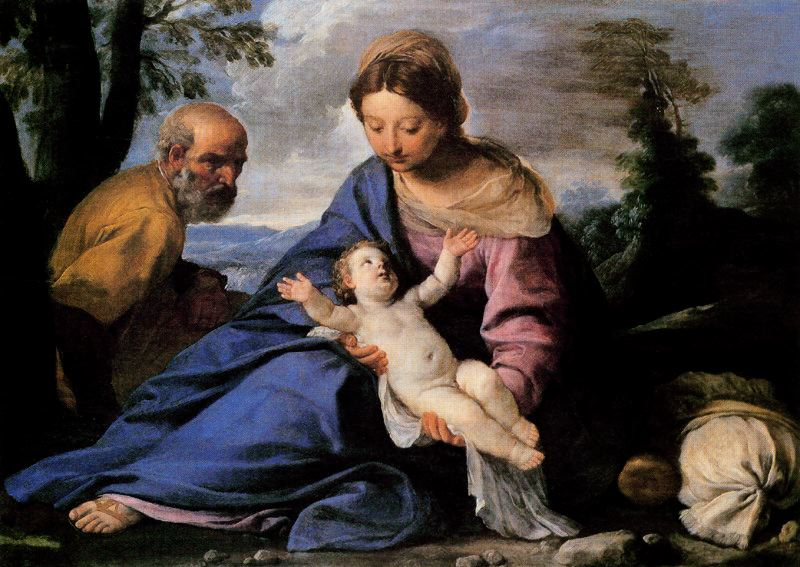
Descanso en la huida a Egipto, Museo del Louvre.

- Crucifixión (Santa Veneranda, Pesaro)
- Virgen con el Niño y los santos Bárbara y Terencio (Sant'Andrea, Aicurzio)
- San Jerónimo (1634, Pinacoteca Nacional de Bolonia)
- Retrato de Guido Reni (1634-1635, Pinacoteca Nacional de Bolonia)
- Virgen en gloria con los santos Juan Evangelista, Eufemia y Nicolás de Tolentino (c. 1635, Pinacoteca Nacional de Bolonia)
- San Pedro cura al cojo (San Pietro in Valle, Fano)
- Santo Tomás de Villanueva (Pinacoteca Civica, Fano)
- Virgen del cíngulo (Pinacoteca Civica, Fano)
- Virgen de Monserrato (1637, Santa Maria delle Grazie, Stuffione, Modena)
- San Esteban (Iglesia parroquial de Bazzano)
- San Jerónimo leyendo (1637, Pinacoteca Nacional de Bolonia)
- Transfiguración (c. 1637, Palazzo Cancelleria, Roma)
- Lot y sus hijas (Colección Neri, Bolonia)
- Virgen con el Niño y San Carlos Borromeo (Kunsthistorisches Museum, Viena)
- Esponsales místicos de Santa Catalina (Musee des Augustins, Toulouse)
- Descanso en la huida a Egipto (1635-1637, Museo del Louvre, París)
- Descanso en la huida a Egipto (1635-1637, Museo del Louvre, París), diferente del anterior.
- María Magdalena (Museo Civico, Pésaro)
- San José (Museo Civico, Pésaro)
- Santiago Apóstol (1640, Pinacoteca Comunale, Rimini)
- Susana y los viejos (1640, Pinacoteca Nacional de Bolonia)
- Atalanta e Hipomenes (Colección Dell'Acqua, Ferrara)
- Sagrada Familia con San Juanito (c. 1640, Galleria Borghese, Roma)
- Transfiguración (Pinacoteca de Brera, Milán)
- José y la mujer de Putifar (Gemäldegalerie Alte Meister, Dresde)
- Sagrada Familia (Museo del Prado, Madrid)
- San Mateo y el ángel (National Gallery of Art, Washington)